# میساندزتود
میساندزتود (به شیوه نوشتاری M!ssundaztood) دومین آلبوم استودیویی از خواننده و ترانه‌نویس اهل ایالات متحده آمریکا پینک است. آلبوم در ۲۰ نوامبر ۲۰۰۱ توسط اریستا رکوردز منتشر شد و به موفقیت‌های تجاری و جهانی رسید.
این آلبوم در جدول‌های فروش موسیقی ایرلند در رتبه اول و در چارت‌های آمریکا، هلند، فنلاند، اسکاتلند، سوئد، بریتانیا، اتریش، سوئیس، نیوزلند، نروژ، جزو ده آلبوم اول قرار گرفت.